# Velika koalicija (Njemačka)
Velika koalicija (njem.Große Koalition) naziv je za koaliciju triju stranaka u Saveznoj Republici Njemačkoj. Velika koalicija sastoji se od Unije te Socijaldemokratske partije Njemačke (njem.Sozialdemokratische Partei Deutschlands - SPD). Unija je naziv za stranku CDU (Kršćansko-demokratska unija) i njoj sestrinsku stranku CSU (Kršćansko-socijalna unija). 

## Velika koalicija
Općenito naziv Velika koalicija označava koaliciju najvećih stranaka neke države u kriznim situacijama kao npr. u doba rata kako bi se spriječio dolazak radikalne desnice ili ljevice neprihvatljive demokratskom sistemu na vlast. U SR Njemačkoj potreba za Velikom koalicijom nastala je iz dva razloga. Kao prvo, Njemačka je uvijek bila politički podijeljena zemlja u kojoj se nikada nije mogla izglasati vlada s uvjerljivom parlamentarnom većinom, a kao drugo, Njemačka je ostala razorena u političkoj nestabilnosti nakon Drugog svjetskog rata. Zato je nastala potreba za stvaranjem Velike koalicije, kako se radikalne politike lijeva ili desna više nikad ne bi uspele na vlast u Njemačkoj. Iz tog razloga je stvorena Velika koalicija SPD-a i Unije premda je SPD stranka lijevog centra, a CDU i CSU stranke desnog centra.

## Povijest
SPD je kao najdugovječnija od triju stranaka već bio dijelom Velike koalicije (1923. – 1930.) za vrijeme Weimarske Republike (1919. – 1933.) skupa s Centristima i Liberalima gdje je uzastopno bio najutjecajnija stranka na parlamentarnim izborima, iako je tada stranka gajila mnogo ljevije svjetonazore nego danas.
Na federalnim izborima u Njemačkoj (tada Zapadnoj) 1965. SPD je doživio težak poraz, a pobjedu je odnijela Demokršćansko-liberalna koalicija. 1966. Demokršćansko-liberalna koalicija se raspala zbog prepiranja oko porezne politike. CDU i CSU stvorile su Veliku koaliciju sa SPD-om i na čelo nove vlade došao je demokršćanin Kurt Georg Kiesinger. 1969. Velika koalicija se raspala, a SPD je odnio uvjerljivu pobjedu na federalnim izborima iste godine.

## Danas
Unija CDU/CSU ponovno je ušla u koaliciju sa SPD-om 2005. godine čime je ponovno uspostavljena njemačka Velika koalicija koja je od tad najjača politička struja u SR Njemačkoj. Na parlamentarne izbore 2005. Velika koalicija izašla je pod vodstvom predsjednice CDU-a, Angele Merkel, trend koji su nastavili i za svake nadolazeće izbore, a 2017. na predsjedničke izbore Velika koalicija je izašla s SPD-ovcem Frankom-Walterom Steinmeierom i odnijela pobjedu.